# Chapelle de Miègecoste
La chapelle Notre-Dame de Miège-Coste (en latin Nostra Dona de Media-Costa), est un sanctuaire marial qui surplombe le village d'Aspet. Son nom viendrait du fait qu'elle se situe à mi-côte entre le village d'Aspet et la tour du Chucaou (ou tour Sarrazine).

## Description
L'origine de la dévotion est inconnu. Aux alentours de 1400, existait déjà un lieu de culte. Le premier édifice a été détruit en 1631 par un incendie. Il a rapidement été reconstruit.
La chapelle aurait été vendue et démolie à la Révolution. Seul reste de cette période l'encadrement et la porte d'entrée.

## Vierge noire
Une des particularités de la chapelle est d'abriter une Vierge noire datée du XVIIIe siècle, protégée au titre des objets Monuments historiques. On ignore son origine.
La dévotion à la Vierge est ancienne. Un lien de culte remontant à 1400 aurait été identifié.
La statue d'origine a disparu, elle aurait été détruite dans un incendie. C'était sans doute une "Vierge commingeoise" dite Vierge à la pomme.
La fête de Notre-Dame de Miège-Coste est célébrée le 8 septembre, jour de la Nativité de la Vierge.
Cantique à Notre-Dame
Le cantique Couvre de l'aile a été écrit en 1956 par le poète et musicien André Bouéry et reste cher aux cœurs des aspétois.
Couvre de l'aile

Ce nid d'oiseau !

Ce peuple assis au pied de ta chapelle,

Comme un enfant auprès de son berceau,

Garde-le bien, Vierge immortelle ! 

Abrite-nous toujours sous ton manteau.